# شهرستان کمبریا (پنسیلوانیا)
شهرستان کمبریا، پنسیلوانیا (به انگلیسی: Cambria County, Pennsylvania) شهرستانی در ایالات متحده آمریکا است که در پنسیلوانیا واقع شده‌است.

## خصوصیات
شهرستان کمبریا ۱٬۷۹۴٫۸۷ کیلومترمربع مساحت دارد.